# YAH YAH YAH/夢の番人
『YAH YAH YAH/夢の番人』（ヤー・ヤー・ヤー/ゆめのばんにん）は、CHAGE&ASKA（現：CHAGE and ASKA）の31作目のシングル。「YAH YAH YAH」「夢の番人」との両A面シングル。ポニーキャニオンから1993年3月3日に発売された。

## 背景・リリース
前作「no no darlin'」から約5か月ぶりとなる作品:400-401。公式サイトでは、「YAH YAH YAH」のみがA面として扱われているが、オリコンでは「YAH YAH YAH/夢の番人」と両A面シングルとして扱われている。また、CDジャケットでも両A面シングルで表記されたデザインが存在している。
当時所属していたレコード会社のポニーキャニオンと所属事務所のリアルキャストは「YAH YAH YAH」の発売を反対していた。理由はドラマの主題歌だった「SAY YES」が大ヒットしてしまったことで3,4年はドラマの主題歌をやるべきではないという内容で、ASKAも初めは賛同していた。しかし、ASKAは「ある時期にいろいろ動かなくちゃいけなくて、それがたまたまドラマの仕事だった」という考えに変わっていった。またASKAが当時最高傑作と称したアルバム『GUYS』に「何か一つ入れ忘れた楽曲がある。はじけていたいっていうか、そのような意味の楽曲を作りたい。CHAGE&ASKAのために『YAH YAH YAH』は必要」という考えもあり、ASKAはCHAGE（現：Chage）も含め事務所とレコード会社に意見を押し通したという:232。
「YAH YAH YAH」が主題歌に起用されたテレビドラマ『振り返れば奴がいる』で行われた当選者数100人のCDプレゼントには約17万通の応募があった。

## 受賞歴
| 年     | 音楽賞                        | 結果                   | 出典  |
| ------ | ----------------------------- | ---------------------- | ----- |
| 1994年 | 第8回日本ゴールドディスク大賞 | ベスト5・シングル賞    | [ 9 ] |
| 1994年 | 第8回日本ゴールドディスク大賞 | グランプリ・シングル賞 | [ 9 ] |

## チャート成績
発売日までに70万枚を出荷し、発売日のうちに30万枚の追加注文があった。
オリコン集計では、「if」以来のミリオンとなり、3作目のシングルミリオンセラーを記録。そして、「SAY YES」以来2作目のダブルミリオンセラーを達成し、累計売上枚数は241.9万枚（オリコン調べ）を記録した。同一アーティストによる2作のシングルダブルミリオンセラー達成は、オリコン史上初の快挙となった。
1993年の年間ランキング期間内にシングル・アルバムの両方合わせても本作が最も多く売り上げた作品であり、1990年代（1990年 - 1999年）に発売されたシングルの中で本作は歴代7位、平成に発売されたシングルの中では歴代9位の売上を記録している。
2004年3月22日付のオリコン週間ランキングで、2003年に発売したSMAPの「世界に一つだけの花」の売上が本作を上回り、オリコン歴代シングル売上10位を記録した。記録を抜かれる前は歴代TOP10に本作と「SAY YES」がランクインしており、同一アーティストで2作ランクインしていたのはCHAGE and ASKAのみであった。

## 収録曲
| #         | タイトル                   | 作詞       | 作曲      | 編曲             | 時間  |
| --------- | -------------------------- | ---------- | --------- | ---------------- | ----- |
| 1.        | 「YAH YAH YAH」            | 飛鳥涼     | 飛鳥涼    | 飛鳥涼、十川知司 | 4:52  |
| 2.        | 「夢の番人」               | 飛鳥涼     | 飛鳥涼    | 澤近泰輔         | 6:17  |
| 3.        | 「君はなにも知らないまま」 | 青木せい子 | CHAGE     | 村上啓介         | 6:47  |
| 合計時間: | 合計時間:                  | 合計時間:  | 合計時間: | 合計時間:        | 17:56 |

## 楽曲解説
1. YAH YAH YAH
フジテレビ系水曜劇場『振り返れば奴がいる』主題歌。また、キリンビール「淡麗W」CMソング[注 2]。
タイアップとなった『振り返れば奴がいる』の主題歌の映像では、CHAGEとASKAがカメオ出演している。
アルバム『GUYS』が比較的落ち着き目のアルバムに仕上がっているため、次回はぜひテンポ感のあるものを発表したいという気持ちがASKAにはあり[16]、「SAY YES」でついた“バラードのチャゲアス”を本楽曲で払拭できるはずだと思ったという[17][5]:232。
歌詞に出てくる「そいつを殴りに行こうか」の「相手」についてのちにASKAが古舘伊知郎のYouTube、およびTOKYO FM「ASKA Terminal Melody」で語ったところによると、古舘が司会を務めていたフジテレビの音楽番組『MJ -MUSIC JOURNAL-』の構成作家である秋元康が「チャゲアスの曲は演歌だ」という特集を組んだことがきっかけだった。その特集に怒りを感じたASKAは古館に電話をかけ、番組プロデューサーと秋元は「許せない」と話し、「殴りに行こうか」と言うASKAは古館に宥められ『ある場面に出くわしたら、拳を突き上げなきゃいけないときもある』という意味あいの曲にしたという。あくまで「殴りに行く相手」は番組に対しての怒りとしているが、構成を担当した秋元は”自分の中で許した”そうで、後に和解している[18][19]。
2005年に放送された『第56回NHK紅白歌合戦』の「スキウタ〜紅白みんなでアンケート〜」で白組50位にランクインし、レコチョクが発表したカラオケで盛り上がる1990年代の楽曲ランキングで最も支持を受け1位を獲得した[20]。またシングル発売から30年以上経過した現在も、高校野球ではブラスバンドの応援歌として定番の楽曲である[21]。
CHAGE and ASKAの活動休止中である2016年3月29日に放送されたTBS系音楽番組『UTAGE!』でChageとSMAPのメンバー中居正広や草彅剛、舞祭組、CHEMISTRYのメンバー川畑要などで披露された[22]。中居が「中居正広のリクタイム」としてCHAGEにリクエストしテレビで披露され、テレビ披露は10年以上ぶりとなり、フルサイズで原曲キーでのバンド演奏という形での披露となった。このコラボ後にネットで「中居正広に感謝」「CHAGE and ASKAの復活を願う」「YAH YAH YAHで感動した」などの絶賛の声が上がった[23]。また、過去に同番組の同じ企画で中居はCHAGEに「終章（エピローグ）」をリクエストしている[24]。
2002年のセルフカバー・アルバム『STAMP』にも収録されている。2004年にはシングル4曲収録の企画シングル盤『SEAMLESS SINGLES』にリマスタリングされて収録された。
2. 夢の番人
フジサンケイグループのイベント『LIVE UFO '93』テーマソング。
ミュージック・ビデオは「よみうりランド」で撮影が行われた。
デモテープで歌詞が出来ていない段階では、洋風な香りを持った曲だと思っていたが、歌詞が入るとしっかり日本のポップスに仕上がってしまっており、イントロ、間奏、エンディングも歌と同じくらい印象的に作り込むことができたとASKAは述べている[16]。
シングル・バージョンは本作のみに収録。
3. 君はなにも知らないまま
フジテレビ系水曜劇場『振り返れば奴がいる』挿入歌。
「ファンの期待を裏切らない純粋でシンプルなバラードを作ってみた。今あるがままの中で最大限できることに目を向けるようなプラス志向を大切にしたいと思って、ありがちな題材からどれだけ味を引っ張り出せるかということを考えた」とCHAGEは述べている[16]。
シングル・バージョンは本作のみに収録。

## 収録アルバム
国内盤
- RED HILL (#1,#2,#3)※全てアルバム・ヴァージョン
- SUPER BEST BOX SINGLE HISTORY 1979-1994 AND Snow Mail (#1,#2)※両方ともアルバム・ヴァージョン
- CHAGE&ASKA VERY BEST ROLL OVER 20TH (#1)
- STAMP (#1)※セルフカバー
- CHAGE and ASKA VERY BEST NOTHING BUT C&A (#1)

海外盤
- Singles - The European Collection (#1,#3)※両方ともアルバム・ヴァージョン
- GREATEST HITS (#1)
- 倆角形 Duet Angle 20th anniversary (#2,#3)※#2は最後がカットアウトで終わる
- THE BEST (#1)
- Asian Communications Best (#1)

## カバー作品
YAH YAH YAH
- 2003年 - シカゴ（Chicago）（オムニバス・アルバム『FLASHBACK Million Hits Cover On TV』に収録）
- 2009年 - 松崎しげる（カバー・アルバム『Yes We Can!!』に収録）
- 2010年 - 広瀬香美（カバー・アルバム『DRAMA Songs』に収録）
- 2011年 - BiS（シングル『primal.』に収録）
- 2013年 - スタズ＆ウルフ（CV：逢坂良太＆寺島拓篤）（『「ブラッドラッド」オリジナルサウンドトラック I』に収録）

君はなにも知らないまま
- 1994年 - 14カラット・ソウル（14 Karat Soul）（カバー・アルバム『TRANSPACIFIC』に収録）

## ツアー
1993年3月30日から5月5日にかけてLIVE UFOの一環としてスペシャルイベント「LIVE UFO '93 CHAGE&ASKA SPECIAL EVENT GUYS〜夢の番人〜（CONCERT TOUR 1993 "GUYS"）」が開催された。このイベントの模様はVHS「SPECIAL EVENT '93 GUYS〜夢の番人〜」などで収録された。

### セットリスト
〜Opening Movie〜
1. GUYS
2. 夢の番人
3. CRIMSON
4. 恋人はワイン色
5. ゼロの向こうのGOOD LUCK
6. 夢
7. LOVE SONG
8. SAY YES
9. WALK
10. 野いちごがゆれるように
11. 光と影
12. MOON LIGHT BLUES
13. HANG UP THE PHONE
14. 嘘
15. 太陽と埃の中で
16. LONDON POWER TOWN
17. モナリザの背中よりも
18. 僕はこの瞳で嘘をつく
19. PRIDE
20. YAH YAH YAH
21. ロマンシング　ヤード
22. no no darlin'

〜Ending Movie〜